# Castello di Turjak
Il castello di Turjak (sloveno Grad Turjak o Turjaški grad, tedesco Schloss Auersperg) è un castello del XIII secolo sorto presso Turjak, vicino Velike Lašče in Bassa Carniola (Slovenia), 20 chilometri a sud-est di Lubiana. la fortezza viene considerata una delle più imponenti della Carniola.

## Le origini del nome
Il nome del castello, Turjak, deriverebbe dalla parola celtica tur (uro) o, altra ipotesi, dal nome del fondatore, il cavaliere Ursberg, capostipite degli Auersperg. È interessante notare che anche il nome Ursberg dimostra una chiara derivazione dal nome "uro", questa volta però nella sua pronuncia germanica. Il bovino selvatico ritorna inoltre nello stemma araldico della famiglia Auersperg, prima proprietaria del sito, cui il castello deve il suo nome in lingua tedesca: Schloss Auersperg.
L'ipotesi dell'esistenza di un legame tra il castello di Turjak e la città di Turriaco (Gorizia) in Italia, chiamata Turjak in sloveno, è quasi certamente una speculazione. Si tratta di una mera assonanza dovuta alla comune radice celtica del nome, giustificata dall'antica presenza, a Turjak come a Turriaco, di branchi selvatici di uri.

## Storia

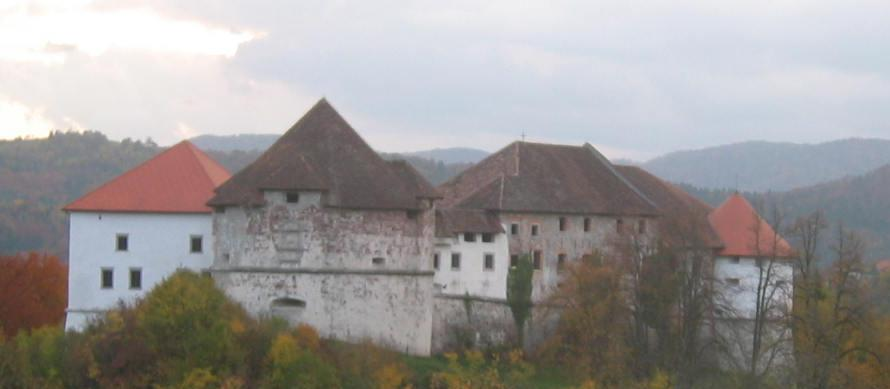
Castello Turjak, panoramica

Il primo castello costruito sul sito di Turjak era controllato dai cavalieri, poi conti, von Auersperg. Nel 1140, il cavaliere Konrad von Auersperg viene menzionato quale proprietario della fortificazione in loco. Questo primo castello venne distrutto durante le contese ereditarie tra gli eredi di Pilgram II von Auersperg: Pilgram IV, proprietario della fortezza, ed il fratellastro Otto von Ortenburg.

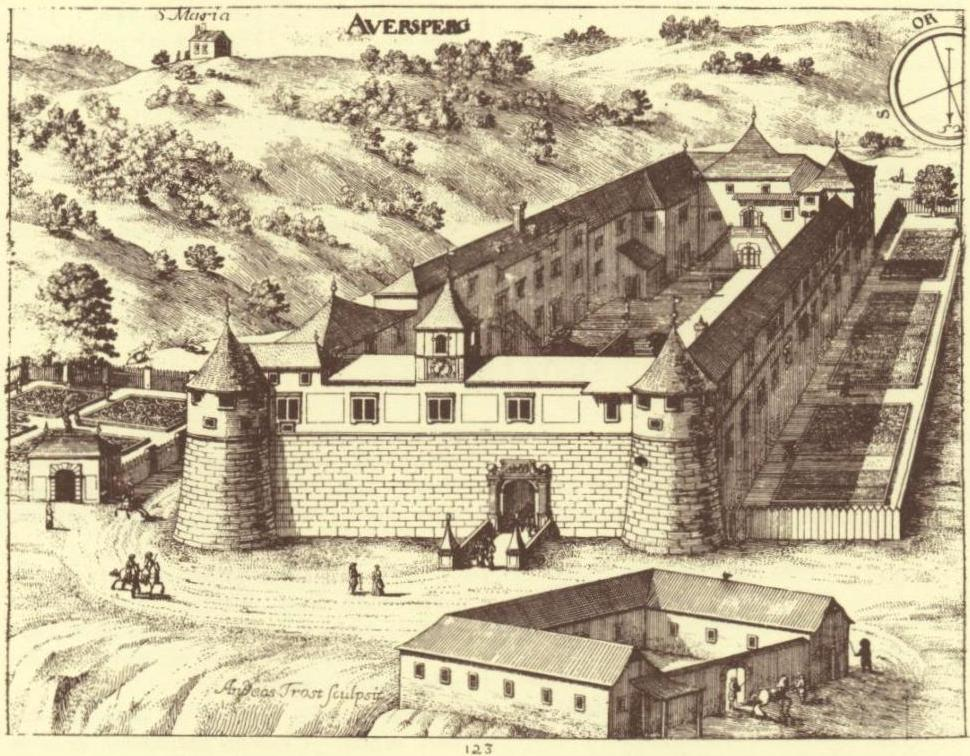
Il castello di Turjak raffigurato nelle pagine della Die Ehre deß Hertzogthums Crain di Valvasor (1680)

Nel 1190 il conte Adolf II von Auersperg ricostruì il castello. La costruzione attuale viene per la prima volta menzionata nel 1220. Nel 1270 il castello venne ceduto dai fratelli Peter e Wolfgang von Auersperg ad un altro ramo della famiglia ma tornò in loro possesso grazie all'intercessione del potente parente Balthazar von Auersperg, cancelliere del Sacro Romano Impero Germanico.
Dopo aver resistito ad un assalto degli ottomani nel 1491, il castello venne completamente distrutto dal terremoto che devastò la zona nel 1511 ma venne ricostruito in tempo per resistere alle furiose rivolte contadine del 1515 e ad un nuovo assalto dei turchi nel 1528.

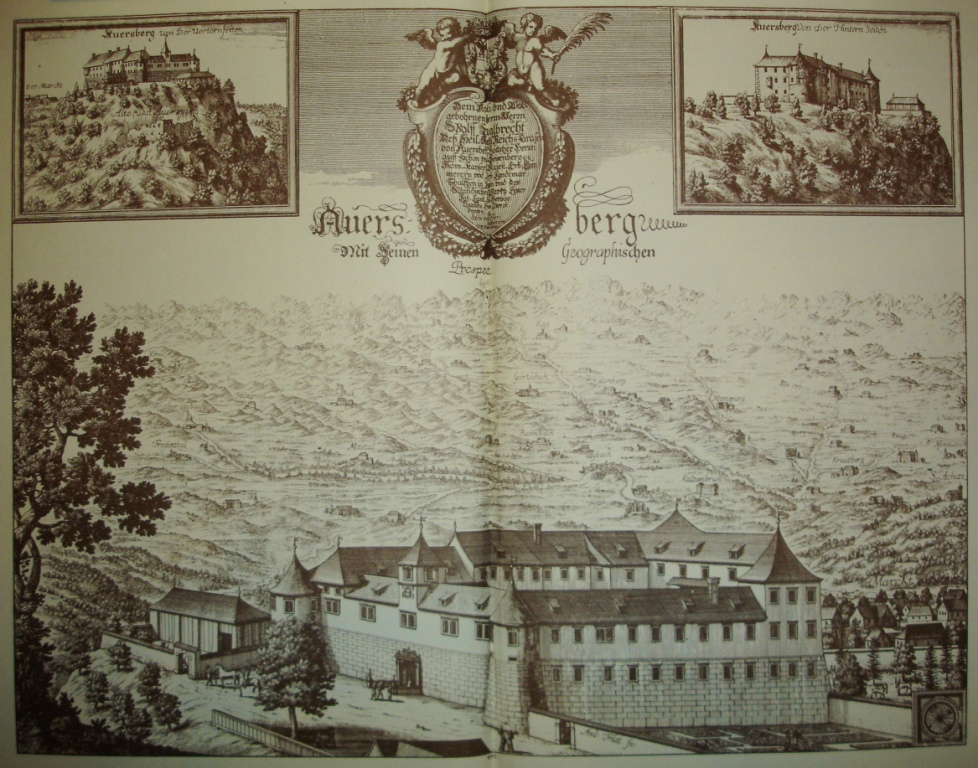
Il castello di Turjak raffigurato nelle pagine della Die Ehre deß Hertzogthums Crain di Valvasor (1680)

Per volontà dei von Auersperg, il castello ospitò i predicatori protestanti Primož Trubar e Jurij Dalmatin, che tradussero la Bibbia in lingua slovena. Altro illustre ospite fu lo storico Janez Vajkard Valvasor che poi dedicò alla fortezza due pagine nella sua Die Ehre deß Hertzogthums Crain.
Durante la seconda guerra mondiale sul fronte jugoslavo nel castello di Turjak si barricarono i collaborazionisti della "guardia bianca", i belogardisti alleati degli italiani contro la resistenza; attaccati e sconfitti dai partigiani sloveni, oltre 700 uomini furono catturati e quindi fucilati sommariamente.

## Architettura
Il castello si presenta oggi con pianta triangolare e sorge su di una terrazza collinare. L'antica struttura fortificata del secolo XI è testimoniata da alcune rovine affioranti dal terreno. L'attuale castello rivela i segni di una evidente ristrutturazione rinascimentale nei bastioni e nelle torri difensive, oltre che nelle ali residenziali. La ristrutturazione data quasi certamente alla ricostruzione successiva al terremoto del 1511.
All'aprirsi dell'Era Moderna il complesso venne ristrutturato. Osservando le raffigurazioni del castello nell'opera di Valvasor si notano elementi architettonici ormai inesistenti: il castello appare con pianta rettangolare e torri solo a due angoli, non molto pronunciate in quanto a dimensioni, ed un bastione molto pronunciato sul lato orientale.
Il palazzo centrale è invece una realizzazione di epoca romantica.
Interessante caratteristica del castello è la presenza di due cappelle: una cattolica, utilizzata come luogo di culto fin dal 1789 e recentemente riconsacrata, ed una protestante, decorata da affreschi gotici, nella quale si trovano i sepolcri dei von Auersperg convertitisi alla Riforma.